# Łuk Septymiusza Sewera w Rzymie
Łuk Septymiusza Sewera – łuk triumfalny znajdujący się w południowo-zachodniej części Forum Romanum w Rzymie, wzniesiony w 203 roku ku czci Septymiusza Sewera i jego synów Karakalli i Gety. Upamiętnia on zwycięstwa cesarza odniesione podczas kampanii wojennych na wschodzie, w tym wojen z Partami (195–197 n.e.), które pozwoliły na rozszerzenie granic Imperium Rzymskiego na tereny Mezopotamii i Armenii. Łuk był nie tylko pomnikiem triumfu, ale także narzędziem propagandy, mającym podkreślić potęgę nowo ustanowionej dynastii Sewerów. 

## Damnatio memoriae Gety
Po zabójstwie Gety, w 212 roku n.e. przez jego brata Karakallę, zastosowano wobec niego damnatio memoriae. Była to praktyka polegająca na wymazaniu imienia osoby uznanej za wroga państwa z inskrypcji, dokumentów oraz publicznych monumentów. W inskrypcji na łuku triumfalnym usunięto imię Gety, co widoczne jest w nieznacznych zmianach w rozmieszczeniu liter.

## Konstrukcja i dekoracja
Konstrukcja łuku to trójprzelotowa brama o szerokości 25 m i wysokości 23 m. Mur ma grubość 11,85 m. Środkowy przelot, przeznaczony dla procesji triumfalnych, ma 12 m wysokości i 7 m szerokości, podczas gdy boczne po 7,8 m wysokości i 3 m szerokości. Boczne przeloty połączone są ze środkowym sklepionymi przejściami wewnątrz łuku. 
Brama ozdobiona jest kolumnami w porządku kompozytowym, ustawionymi na wysokich cokołach ozdobionych wizerunkami pojmanych barbarzyńców. Nad bocznymi przelotami, w pachwinach łuku, znajdują się płaskorzeźby przedstawiające bóstwa rzeczne, powyżej których znajdują się panele z reliefami ukazującymi alegoryczne sceny triumfu oręża rzymskiego. Nad środkowym, największym przelotem umieszczone zostały boginie Wiktorie i personifikacje pór roku. 

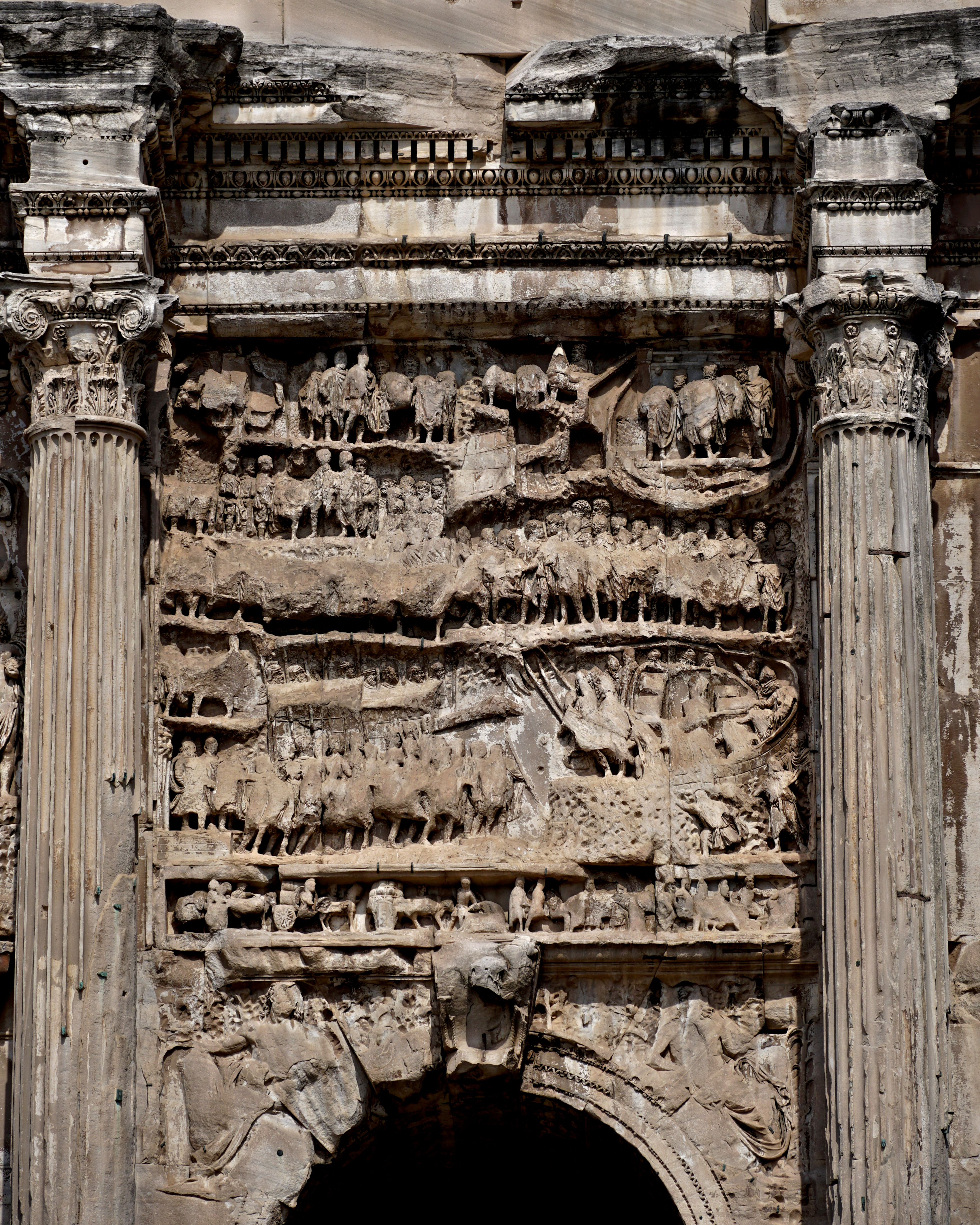
Wydarzenia w Edessie podczas wojny partyjskiej na płaskorzeźbie

Z przedstawień łuku na monetach wiadomo, że attykę wieńczyła niezachowana do czasów dzisiejszych grupa rzeźbiarska, przedstawiająca cesarza powożącego rydwanem, otoczonego przez jadących konno żołnierzy.

## Stan zachowania i znaczenie
Łuk Septymiusza Sewera zachował się w stosunkowo dobrym stanie, co zawdzięcza solidnej konstrukcji oraz częściowemu zasypaniu przez osady w okresie średniowiecza. Odkrycie łuku w XIX wieku przez archeologów umożliwiło jego zachowanie jako jednego z najlepiej zachowanych łuków triumfalnych w Rzymie. Obecnie jest obiektem regularnych prac konserwatorskich, które mają na celu ochronę detali płaskorzeźb oraz inskrypcji.
Łuk stanowi element turystyki w Rzymie, przyciągając zarówno badaczy historii starożytnej, jak i zwiedzających, którzy chcą zobaczyć jeden z symboli potęgi cesarstwa rzymskiego.

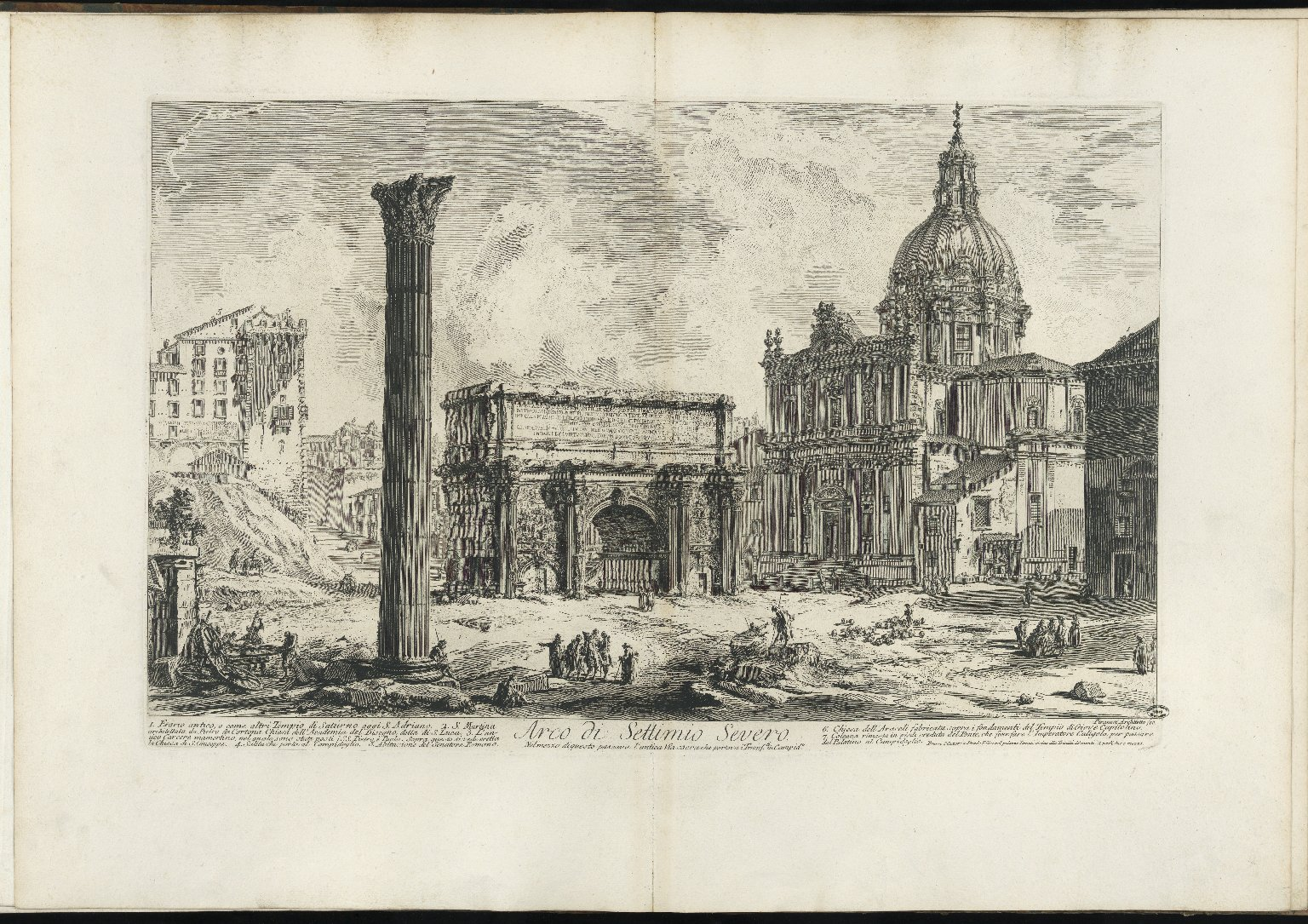
Łuk Septymiusza Sewera